# ジョアン・ウッドワード
ジョアン・ウッドワード（Joanne Woodward, 1930年2月27日 - ）は、アメリカ合衆国の女優。映画に限らず、舞台やテレビでも活躍し、アカデミー賞、エミー賞を受賞した。

## 来歴
ジョージア州出身。映画好きだった母親の影響で、子供の頃から女優を志す。ティンエイジャーの頃は多くの美人コンテストで優勝し、ルイジアナ州立大学で演技を学ぶ。卒業後にニューヨークに移り、アクターズ・スタジオなどで学ぶ。ブロードウェイの舞台で活躍し、舞台『ピクニック』などで共演したポール・ニューマンと1957年に結婚し、3人の娘が生まれた。
1957年の『イブの三つの顔』でアカデミー主演女優賞を受賞。1973年にはポール・ニューマン監督の『まだらキンセンカにあらわれるガンマ線の影響（The Effect of Gamma Rays on Man-in-the-Moon Marigolds）』でカンヌ国際映画祭 女優賞を受賞。同作には、ニューマンとの娘であるネル・ポッツが、娘役で出演している。
舞台やテレビでも活躍している。これまでエミー賞とゴールデングローブ賞を3度受賞している。
功績が称えられ、名前入りの星（☆）を歩道に刻むハリウッド・ウォーク・オブ・フェームに最初に認定された人物である（1960年2月9日）。　
　

## 主な出演作品
| 公開年 | 邦題 原題                                                                                        | 役名                                                 | 備考                                                                           |
| ------ | ------------------------------------------------------------------------------------------------ | ---------------------------------------------------- | ------------------------------------------------------------------------------ |
| 1955   | 教会に鐘は鳴る Count Three and Pray                                                              | リシー                                               |                                                                                |
| 1956   | 赤い崖 A Kiss Before Dying                                                                       | ドリー                                               |                                                                                |
| 1957   | イブの三つの顔 The Three Faces of Eve                                                            | イブ・ホワイト／イブ・ブラック／ジェーン             | アカデミー主演女優賞 受賞 ゴールデングローブ賞 主演女優賞 (ドラマ部門) 受賞    |
| 1958   | 長く熱い夜 The Long, Hot Summer                                                                  | クレア                                               |                                                                                |
| 1958   | ポール・ニューマンの 女房万歳! Rally 'Round the Flag, Boys!                                      | グレイス・オグルソープ・バナーマン                   |                                                                                |
| 1959   | 悶え The Sound and the Fury                                                                      | クエンティン・コンプソン／ナレーター                 |                                                                                |
| 1959   | 蛇皮の服を着た男 The Fugitive Kind                                                               | キャロル                                             |                                                                                |
| 1960   | 孤独な関係 From the Terrace                                                                      | メアリー・セント・ジョン／アルフレッド・イートン夫人 |                                                                                |
| 1961   | パリの旅愁 Paris Blues                                                                           | リリアン・コーニング                                 |                                                                                |
| 1963   | 七月の女 The Stripper                                                                            | ライラ・グリーン                                     |                                                                                |
| 1963   | パリが恋するとき A New Kind of Love                                                              | サマンサ・ブレイク／ミミ                             |                                                                                |
| 1964   | 逆転殺人 Signpost to Murder                                                                      | モリー                                               |                                                                                |
| 1965   | テキサスの五人の仲間 A Big Hand for the Little Lady                                              | メアリー                                             |                                                                                |
| 1966   | 素晴らしき男 A Fine Madness                                                                      | ローダ                                               |                                                                                |
| 1968   | レーチェル レーチェル Rachel, Rachel                                                             | レーチェル・キャメロン                               | ゴールデングローブ賞 主演女優賞 (ドラマ部門) 受賞                              |
| 1969   | レーサー Winning                                                                                 | エローラ                                             |                                                                                |
| 1970   | WUSA                                                                                             | ジェラルディン                                       | 兼製作（ポール・ニューマンと共同）                                             |
| 1972   | まだらキンセンカにあらわれるガンマ線の影響 The Effect of Gamma Rays on Man-in-the-Moon Marigolds | ベアトリス                                           | カンヌ国際映画祭 女優賞 受賞                                                   |
| 1975   | 新・動く標的 The Drowning Pool                                                                   | アイリス                                             |                                                                                |
| 1976   | Sybil                                                                                            | コーネリア・B・ウィルバー博士                        | テレビ映画                                                                     |
| 1978   | マイ・ライフ See How She Runs                                                                    | ベティ・クイン                                       |                                                                                |
| 1978   | ジ・エンド The End                                                                               | ジェシカ・ローソン                                   |                                                                                |
| 1979   | ストリート・オブ・L.A. The Streets of L.A.                                                       | キャロル                                             | テレビ映画                                                                     |
| 1980   | ポール・ニューマン/遠い追憶の日々 The Shadow Box                                                 | ベヴァリー                                           | テレビ映画                                                                     |
| 1981   | アーカンソー物語 Crisis at Central High                                                          | エリザベス                                           | テレビ映画                                                                     |
| 1984   | ポール・ニューマンの ハリー&サン Harry & Son                                                     | リリー                                               |                                                                                |
| 1985   | 愛を覚えていますか Do You Remember Love                                                          | バーバラ                                             | エミー賞主演女優賞（ミニシリーズ／テレビ映画部門） 受賞                        |
| 1987   | ガラスの動物園 The Glass Menagerie                                                               | アマンダ・ウィングフィールド                         |                                                                                |
| 1990   | ミスター&ミセス・ブリッジ Mr. and Mrs. Bridge                                                    | インディア・ブリッジ                                 |                                                                                |
| 1993   | もう子守歌はいらない Blind Spot                                                                  | ネル・ハリントン                                     | テレビ映画                                                                     |
| 1993   | エイジ・オブ・イノセンス/汚れなき情事 The Age of Innocence                                       | ナレーション                                         |                                                                                |
| 1993   | フィラデルフィア Philadelphia                                                                    | サラ・ベケット                                       |                                                                                |
| 1994   | 一日の旅路 Breathing Lessons                                                                     | マギー・モラン                                       | テレビ映画 ゴールデングローブ賞主演女優賞（ミニシリーズ／テレビ映画部門） 受賞 |
| 2005   | 追憶の街 エンパイア・フォールズ Empire Falls                                                     | フランシーン                                         | テレビ・ミニシリーズ                                                           |

## 参照
1. ↑  "Joanne Woodward". Inside the Actors Studio. シーズン9. Episode 15. 11 May 2003. Bravo。